# Dallet
Dallet korábbi község (település) Franciaországban, Puy-de-Dôme megyében. 2019. január 1-jén Mezel községgel egyesült és Mur-sur-Allier új község része lett.
Lakosainak száma 1501 fő (2018. január 1.). Dallet Pont-du-Château, Cournon-d’Auvergne, Lempdes, Mezel és Vertaizon községekkel határos.

## Népesség
A település népességének változása:
| Lakosok száma | 1452 | 1476 | 1494 | 1490 | 1501 |
|               | 2013 | 2015 | 2016 | 2017 | 2018 |